# Віолончель Серве

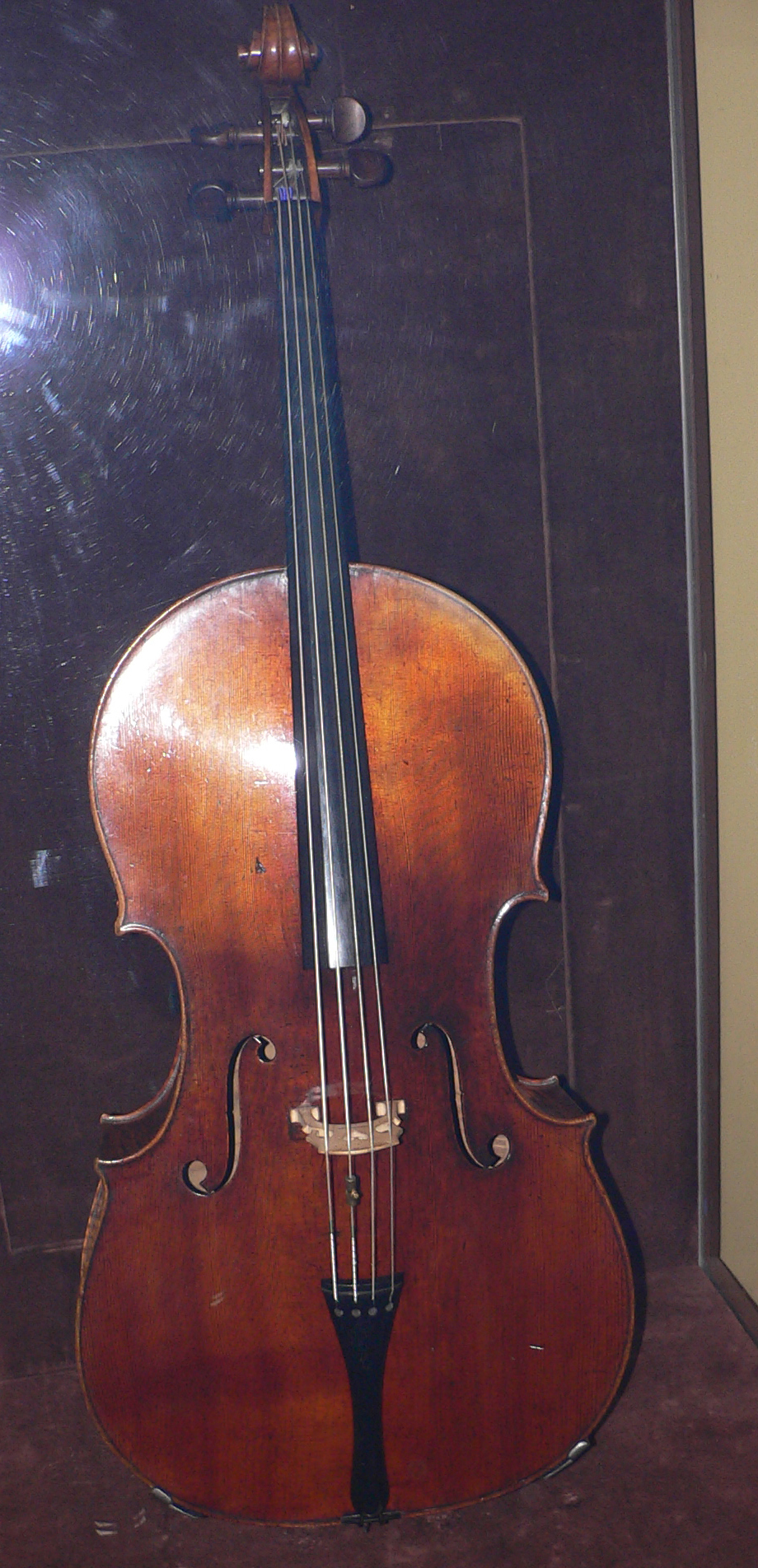
Віолончель в експозиції Національного музею американської історії.

Віолончель Серве (англ. Servais Stradivarius) — антикварні віолончель кремонського майстра Антоніо Страдіварі, найбільш відомим власником якої був бельгійський віртуоз Франсуа Серве (1807—1866). Знаходиться в хорошому стані, зберігся навіть ярлик з роком її виготовлення (1701).
Під час російських гастролей Серве виконував твори князя Н. Б. Юсупова в будинку його вдови. У 1857 році Юсупова передали інструмент у власність Серве. До цього віртуоз користувався віолончеллю Страдіварі, позиченої йому графом Вієльгорським (можливо, це була віолончель Давидова).
Після смерті Серве, віолончель придбав принц де Караман-Шім'ї. З XX століття антикварний інструмент виставлений у Смітсонівському інституті, який дозволяє його використання видатними музикантами. У 1992 році Аннер Білсма записав на ньому бахівські «Сюїти для віолончелі».